# Constantin Iavorschi
Constantin Iavorschi (16 marzo 1990) è un calciatore moldavo, attaccante dello Speranis Nisporeni.

## Caratteristiche tecniche
È una punta centrale.

## Carriera

### Club
È cresciuto nei settori giovanili del Nika Mosca, del Lokomotiv Mosca e del Rostov. Poi ha giocato per diverse squadre moldave come l'Iskra-Stal e lo Zimbru Chișinău. Nel 2015 vince la Divizia Națională con il Milsami Orhei.  Nella prima metà della stagione 2017-2018 gioca per lo Spicul Chișcăreni mentre nella seconda milita in Super Liga con lo Speranta Nisporeni. Con quest'ultima rimane fino al 2020 per poi passare allo Speranis Nisporeni. 

### Nazionale
Esordisce con la nazionale moldava nella partita delle qualificazioni degli europei U17 persa contro la Bosnia ed Erzegovina. In quella partita segna anche un gol. Ha giocato anche per la Moldavia U21.

## Palmarès
- Campionato moldavo: 1

Milsami Orhei: Divizia Națională 2014-2015